# نيكي إس. لي
نيكي إس. لي (بالإنجليزية: Nikki S. Lee)‏ هي مصورة وفنانة أمريكية، ولدت في 1970 في كوريا الجنوبية.

## وصلات خارجية
- نيكي إس. لي على موقع IMDb (الإنجليزية)
- نيكي إس. لي على موقع قاعدة بيانات الفيلم (الإنجليزية)